# 扎克·羅里格
扎克·羅里格（Zachary George "Zach" Roerig）是一位美國演員。他最著名的作品有地球照轉、只此一生和吸血鬼日記。

## 外部連結
- 扎克·羅里格在互联网电影资料库（IMDb）上的資料（英文）
- 扎克·羅里格的X（前Twitter）